# Sabine Ø
Sabine Ø is een klein onbewoond eiland in Nationaal park Noordoost-Groenland in het oosten van Groenland.
Het eiland is vernoemd naar Edward Sabine die experimenten op het eiland uitvoerde.

## Geografie
Het eiland wordt in het noorden en oosten begrensd door de Hochstetterbaai en in het zuidoosten door de Groenlandzee. Ten zuidwesten van het eiland ligt er een zeestraat met aan de overzijde ervan Wollaston Forland.

## Geschiedenis
Tijdens de Tweede Wereldoorlog was er op het eiland een weerstation van Nazi-Duitsland. Het opereerde van augustus 1942 tot juni 1943, totdat de Verenigde Staten het bombardeerden.